# Streblotrichum propaguliferum
Streblotrichum propaguliferum là một loài rêu trong họ Pottiaceae. Loài này được X.J. Li & M. X. Zhang mô tả khoa học đầu tiên năm 1983.